# Ctenitis pallens
Ctenitis pallens là một loài thực vật có mạch trong họ Dryopteridaceae. Loài này được (Brack.) M.G. Price miêu tả khoa học đầu tiên năm 1983.